# Jiang Shenglong
Jiang Shenglong (chinesisch: 蒋圣龙; Pinyin: Jiǎng Shènglóng; * 24. Dezember 2000 in Nanjing) ist ein chinesischer Fußballspieler, der seit 2018 bei Shanghai Shenhua in der Chinese Super League unter Vertrag steht.

## Karriere

### Verein
Jiang Shenglong schloss sich im März 2018 der Jugendakademie des chinesischen Erstligisten Shanghai Shenhua an. Er kam von der ebenfalls in Shanghai ansässigen Fußballakademie Genbao Football Base. In der Sommerpause 2018 wurde er in den Kader der ersten Mannschaft berufen. Am 22. Juli 2018 gab Jiang beim 2:2-Auswärtsspiel gegen Henan Songshan Longmen sein Debüt in der ersten Mannschaft, als er in der 77. Minute eingewechselt wurde. In den nächsten beiden Spielzeiten kam er auf 17 weitere Einsätze und konnte im September 2019 gegen Beijing Renhe sein erstes Tor erzielen. Im September 2020 wurde er für den Rest der Saison an Tianjin Jinmen Tiger ausgeliehen, um mehr Spielzeit zu erhalten. Sein Debüt gab er in einem Ligaspiel am 16. Oktober 2020 gegen den FC Shenzhen, das die Mannschaft mit 2:0 gewann. Bis November brachte er es auf weitere fünf Einsätze.
In der folgenden Saison wurde Jiang im April 2021 zum damaligen Ligakonkurrenten Chongqing Liangjiang Athletic ausgeliehen. In der Spielzeit stand er 17-Mal für die Mannschaft auf dem Platz. Nach der Rückkehr zu Shanghai Shenhua wurde er auf Anhieb zum Stammspieler und kam in den nächsten drei Spielzeiten auf jeweils über 22 Ligaeinsätze.

### Nationalmannschaft
Jiang Shenglong kam ab 2017 angefangen bei der U-19 in den chinesischen U-Mannschaften zum Einsatz. 2018 gehörte er zum Kader bei der U-19-Asienmeisterschaft 2018 in Indonesien und kam dort in allen drei Spielen zum Einsatz. Ab März 2019 wurde Jiang in der chinesischen U-23-Auswahl eingesetzt. So gab er sein Debüt während der Qualifikation für die Asienmeisterschaft 2020 in Thailand. Im letzten Spiel erzielte er gegen Malaysia das Tor zum 2:2-Endstand, womit sich China für das Turnier qualifizieren konnte. Bei der nachfolgenden Endrunde im Januar 2022 saß Jiang jedoch in allen drei Spielen nur auf der Bank. Zwei Jahre später gehört er dann zum Kader beim Fußballturnier der Asienspiele in China und kam dort in vier der fünf Spielen zum Einsatz.
Jiang wurde im Juli 2022 erstmals in den Kader der A-Mannschaft Chinas für die Ostasienmeisterschaft 2022 in Japan berufen. Gleich im ersten Spiel hatte er bei der 0:3-Niederlage gegen Südkorea sein Debüt. Auch im dritten Spiel, einem 1:0-Sieg gegen Hongkong stand er auf dem Platz. Die nächsten Einsätze erhielt er erst im November 2023 während der WM-Qualifikation 2026. Im Anschluss wurde er in den Kader Chinas für die Asienmeisterschaft 2024 in Katar berufen. Dort wurde er lediglich im letzten Gruppenspiel gegen die Gastgeber (0:1) in der Schlussphase eingewechselt.

## Erfolge
- Chinesischer Fußballpokal: 2019, 2023
- Chinese FA Super Cup: 2024